# ثيوفان المعترف
ثيوفان المعترف أو ثيوفانيس المعترف (باليونانيّة: Θεοφάνης Ομολογητής) ولد حوالي 760 ميلادي وتوفي حوالي 817 ميلادي.
هو أسقف بيزنطيّ جمع كتبا قديمة وكتب على ضوئها تاريخه سنة 813 تقريبا، يسمى اليوم «تاريخ ثيوفان» حيث سرد فيه الأحداث في الفترة الممتدة بين 284 و813 ميلادي.
الكتب التي استعملها في الكتابة هي مخطوطات بيزنطية وسريانية وأرمنية وعربية وأخرى.

## روابط خارجية
- تيوفان المعرف على موقع الموسوعة البريطانية (الإنجليزية)